# Trichocentrum brenesii
Trichocentrum brenesii är en orkidéart som beskrevs av Rudolf Schlechter. Trichocentrum brenesii ingår i släktet Trichocentrum och familjen orkidéer.
Artens utbredningsområde är Costa Rica. Inga underarter finns listade i Catalogue of Life.